# Karen Gardelli
Karen Gardelli (1. juni 1964 - 7. oktober 2022) var en dansk manuskriptforfatter og tidligere skuespiller. Uddannet fra Den Danske Scenekunstskole i Odense var hun bedst kendt for sin rolle som Freja i TV 2's julekalender Alletiders Jul fra 1994.
Den pludselige succes og opmærksomhed, der fulgte efter hendes medvirken i Alletiders Jul, ledte Gardelli ud i en depression, hvor hun måtte indlægges på en psykiatrisk afdeling. Efter udskrivelse trak hun sig fra skuespil og blev manuskriptforfatter. Gardelli døde den 7. oktober 2022.